# Гарабулаг (Гёйгёльский район)
Гарабулаг (азерб. Qarabulaq) или Карабулак — село в Гёйгёльском районе Азербайджана.

## История
В советское время село называлось Мартунаше́н (азерб. Martunaşen; арм. Մարտունաշեն). В 1988 году из окрестных сёл Азербайджанской ССР было вытеснено армянское население, но жители Мартунашена и соседнего с ним Чайкенда отказались покидать свои дома. Мартунашен, контролировавшийся армянскими вооружёнными формированиями, оказался фактически в блокаде: продовольственное и медицинское снабжение осуществлялось вертолётом из Армении. Периодически происходили взаимные обстрелы Мартунашена и прилегающих к нему сёл.
Весной 1991 года советское руководство предприняло попытку решить карабахскую проблему путём силового разоружения незаконных вооружённых формирований.
29 апреля — 4 мая 1991 г. подразделения азербайджанского ОМОНа в рамках совместной операции с частями Советской Армии и внутренних войск провели проверку паспортного режима и изъятие вооружения в населённых армянами сёлах Чайкенд и Гарабулаг (тогда Мартунашен) Ханларского (ныне Гёйгёльского) района Азербайджана, по результатам которой более 300 человек были задержаны и высланы с территории Азербайджанской ССР, а опустевшие сёла были заселены азербайджанцами — беженцами из Армении. Решением Милли Меджлиса Азербайджанской Республики от 29 декабря 1992 года село было переименовано в Гарабулаг. Законом Азербайджанской Республики от 25 апреля 2008 года Ханларский район был переименован в Гёйгёльский район, а город Ханлар был переименован в Гёйгёль. Таким образом, в настоящий момент это село Гарабулаг в составе Гёйгёльского района.
На село претендовала непризнанная Нагорно-Карабахская Республика, согласно административно-территориальному делению которой оно входило в состав Шаумяновского района НКР.

## Известные уроженцы
- Захарян, Вагинак Семёнович — Герой Советского Союза[11][12].